# ブラニミール・スローカー
ブラニミール・スローカー（Branimir Slokar、1946年 - ）は、スロベニア出身のトロンボーン奏者。

## 経歴
スロベニアのマリボール生まれ。ザグレブで開催された第7回ユーゴスラビア音楽コンクールで優勝。 1969年、リュブリャナ音楽大学を首席で卒業、その後パリ音楽院に進み、首席で卒業。
1974年に開催された第23回ミュンヘン国際音楽コンクールに入賞後、バイエルン放送交響楽団でトロンボーン奏者を務める。
1986年からフライブルク音楽大学の教授に就任。ソロ活動を行うほか、自分の教え子とスローカー・トロンボーン四重奏団(The Slokar Quartet)を結成し、アンサンブル活動も行っている。